# Hadji Dimităr, Dobrici
Hadji Dimităr (în bulgară Хаджи Димитър, în română Hagi-Dumitru) este un sat în comuna Kavarna, regiunea Dobrici, Dobrogea de Sud, Bulgaria. 
Între anii 1913-1940 a făcut parte din plasa Balcic a județului Caliacra, România.

## Demografie
Componența etnică a satului Hadji Dimităr
     Bulgari (96,87%)
     Nicio identificare (3,12%)
     Altele (0%)
La recensământul din 2011, populația satului Hadji Dimităr era de 96 locuitori. Din punct de vedere etnic, majoritatea locuitorilor (96,87%) erau bulgari. Pentru 3,12% din locuitori nu este cunoscută apartenența etnică.